# Alcover
Alcover es un municipio y localidad española de la provincia de Tarragona, en la comunidad autónoma de Cataluña. El término municipal, ubicado en la comarca del Alto Campo, tiene una población de 5348 habitantes (INE 2024).

## Toponimia
Sobre el origen del nombre hay tres teorías:
- Proviene de la palabra árabe al-kouar, que significa jefe de tribu.
- Proviene de la palabra árabe al-kubeier, que significa el grandecito.
- Proviene de una voz prerromana con la raíz erri, que significa lugar.

En los censos de entre 1877 y 1900 se denominaba Alcober.

## Geografía

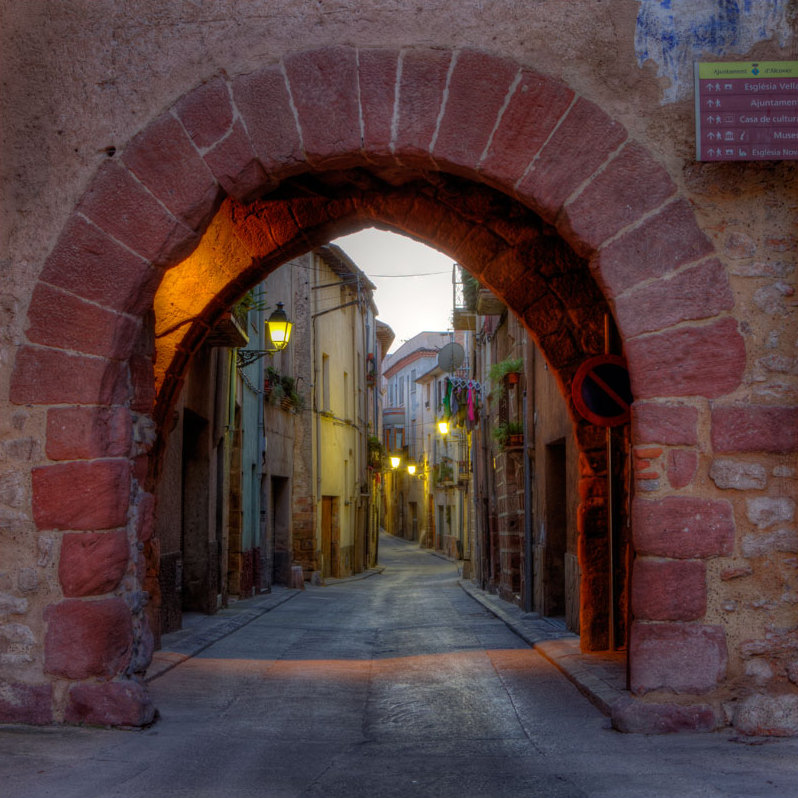
Portal antiguo

Municipio situado al pie de los contrafuertes de la sierra de la Mussara, en paisajes que dejaron ya los llanos característicos del campo de Tarragona, en el sector de poniente del Alto Campo. Está en el límite con las comarcas vecinas del Bajo Campo y el Tarragonés y confina con diez poblaciones: Valls, La Riba, Montreal, Albiol (Bajo Campo), La Selva del Campo (Bajo Campo), Vilallonga del Campo (Tarragonés), Perafort (Tarragonés), Milá, La Masó y Rourell. Tiene una extensión de 46,29 km².
La villa de Alcover, ubicada a unos 243 m de altura sobre el nivel del mar, ejerce la capitalidad desde la orilla izquierda del río de Glorieta, que bajando de las montañas de Prades desemboca en el margen derecho del Francolí, ya fuera del municipio. Este río entra en el término municipal por el norte, tras haber atravesado el estrecho de la Riba, y sale de él por el noreste, haciendo de linde con Valls un trecho, en su fecundo camino por el Campo de Tarragona hacia el mar.

## Historia
En 1127 Ramón Berenguer IV hizo donación del municipio al arzobispo de Tarragona. Su carta de poblamiento está datada en el año 1166. A partir del siglo XIV forma parte de la comuna del Campo de Tarragona.
Alcover tomó partido por el príncipe de Viana durante la Guerra civil catalana del siglo XV. En 1809, durante la Guerra de la Independencia Española, tiene lugar en el término municipal de Alcover la batalla del pont de Goi. Hacia mediados del siglo XIX, el lugar tenía contabilizada una población de 2812 habitantes.

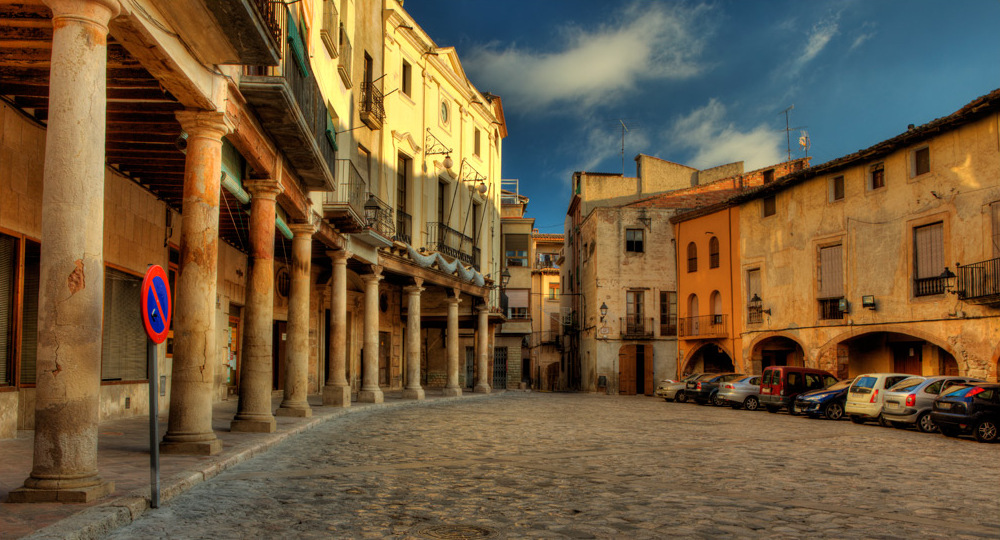
Plaza del Ayuntamiento

## Geografía humana

### Demografía
Cuenta con una población de 5348 habitantes (INE 2024).
| Gráfica de evolución demográfica de Alcover entre 1842 y 2021 |
| |
| Población de derecho según los censos de población del INE Población de hecho según los censos de población del INEEn estos censos se denominaba Alcober: 1877, 1887, 1897 y 1900 Entre el censo de 1857 y el anterior, crece el término del municipio porque incorpora a 435015 (La Plana) |

### Censo de población (2017)
| Entidad de población  | Habitantes |
| --------------------- | ---------- |
| Alcover               | 4351       |
| Borquera, la          | 1          |
| Cabana, la            | 98         |
| Camí dels Muntanyants | 36         |
| Mas Gassol            | 63         |
| Masies Catalanes, les | 156        |
| Plana, la             | 21         |
| Residencial del Remei | 216        |
| Serradalt             | 221        |

Fuente: 
www.municat.gencat.cat. (En catalán).
| 3368                                        | 1853 | 2235 | 2899 | 2760 | 2512 | 2458 | 2643 | 3259 | 3425 | 3530 | 3425 | 3787 | 4042 | 4315 | 4500 | 4962 | 5204 | 5143 | 5131 |
| (Fuente: Instituto Nacional de Estadística) |      |      |      |      |      |      |      |      |      |      |      |      |      |      |      |      |      |      |      |

## Administración y política
Resultados de las elecciones municipales de 2011:
- ApCANVI 1194 votos 55,56% 8 concejales.
- CIU 405 votos 18,85% 3 concejales.
- S.I. 378 votos 17,59% 2 concejales.

## Cultura
Alcover tiene una importante vinculación con el bandolerismo ya que, a caballo de los siglos XVI y XVII, fue el centro neurálgico de las actividades bandoleras que tenían lugar en estas comarcas, básicamente en el Camp, la Conca y las Garrigues. Esta actividad en Alcover se concretaba en dos bandos enfrentados: los Porrones y los Buitres. El surgimiento del bandolerismo coincide además con un momento de resurgimiento económico de la villa, que se traduce en una transformación arquitectónica y urbanística, cultural, económica y, entre otras cosas, de la fiesta y la cultura tradicional.
Alcover no posee un único elemento de atracción muy fuerte, sino una gran diversidad de elementos interesantes. En este sentido, la Fira de Bandolers hace un esfuerzo para aunar los elementos más representativos: bandolerismo, renacimiento, montañas de Prades y patrimonio etnográfico.
La Feria de Alcover, pues, es una propuesta que retoma el hilo de la edición anterior en el sentido de buscar la proyección exterior del patrimonio histórico y cultural de Alcover.
La Feria de Bandoleros se celebra el segundo fin de semana de octubre.